# Aiolupülé

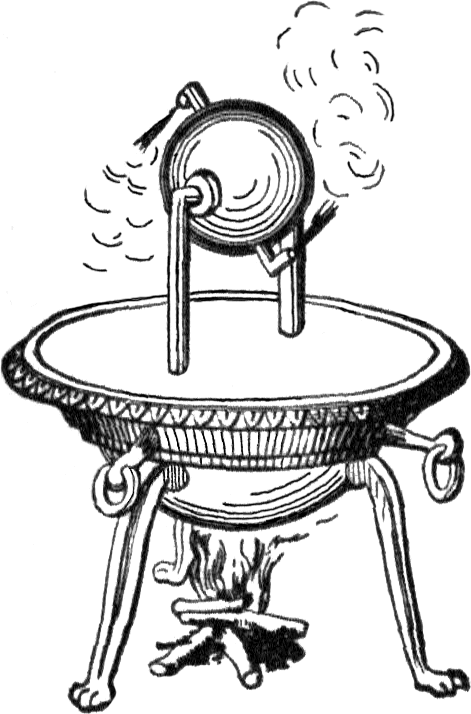
Aeolipil (Hérón-labdája)

Az aiolupülé (αἰόλου πύλη, latinosan aeolipil, Hérón-labda) nevű szerkezet a gőzgép ókori őse, melyet alexandriai Hérón készített a Kr. u. 1. században.
A készülék egy vízzel feltöltött fűthető tartály volt, amelyet csövek kapcsoltak össze a fölötte lévő, két fúvókával ellátott gömbbel. Az első edényből a víz a csöveken át a felső gömbbe jutott, és a fúvókákon keresztül kilövellve megforgatta azt.
Hérón kezében volt a megfelelő tudás (dugattyú és az aeolipil) a gőzgép megalkotásához, eredeti feltalálásának ideje előtt 2000 évvel, de két találmányát nem ötvözte egymással.